# Latavio Airlines
Latavio (En español: Aerolíneas de Letonia) fue la aerolínea bandera de Letonia desde su fundación en 1992 hasta 1996, cuando cesó operaciones por problemas económicos. La aerolínea se fundó luego de la división de Aeroflot, por lo que  operaba en su totalidad aviones soviéticos. 

## Historia
Aeroflot-Letonia, la oficina de Aeroflot para la RSS de Letonia, proveía servicios de transporte cuando Letonia aun formaba parte de la Unión Soviética. Luego de la desintegración de la Unión Soviética en 1991, Latavio surgió como una nueva compañía, utilizando los aviones que alguna vez pertenecieron a la división de Aeroflot en Letonia. Estos aviones incluían 22 jets y 14 turboprops. En 1995 tenía alrededor de 550 empleados. 
Después de infructuosos intentos de privatizar Latavio desde octubre de 1995, la aerolínea se declaró en bancarrota, no solamente por las cuantiosas deudas con los que invirtieron en ella, sino por el alza de los precios de combustible que tuvo lugar ese año. Para que la pérdida de Latavio no afectase seriamente la industria del transporte en Letonia, el gobierno letón creó inmediatamente AirBaltic, una joint venture con inversores de Estados Unidos en la cual el gobierno letón poseía el 51% de las acciones, mientras que el 49% restante estaba en manos de los Estados Unidos y la aerolínea escandinava SAS. Además de esto se creó la Baltic International Airlines, que estaba en manos del gobierno letón y de los trabajadores de la aerolínea.

## Rutas

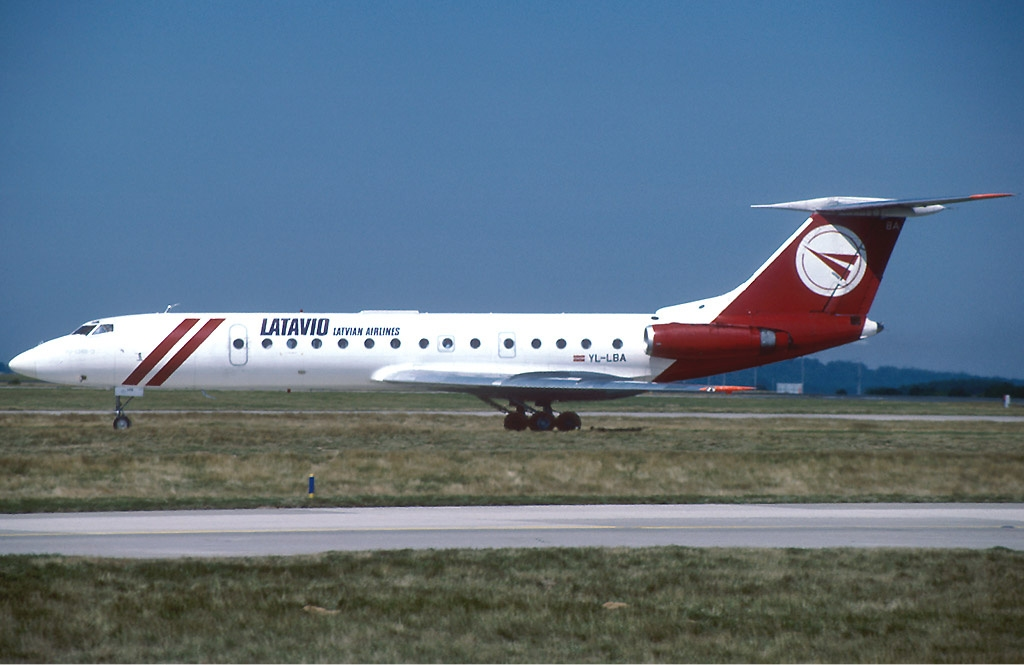
Tupolev Tu-134B de la aerolínea

Las rutas que operaba la aerolínea al momento de su cese de operaciones eran las siguientes:
- Riga - Bakú (una vez a la semana)

- Riga - Helsinki (una vez a la semana)

- Riga - Copenhague (una vez al día)

- Riga - Lárnaca (una vez a la semana)

- Riga - Moscú (dos veces al día)

- Riga - Estocolmo (una vez al día)

- Riga - Varsovia (dos veces a la semana)

- Riga - Viena (dos veces a la semana)

## Flota
Actualmente la flota cuenta con los siguientes aviones
| Cantidad | Modelo          |
| -------- | --------------- |
| 5        | Antonov An-24B  |
| 4        | Antonov An-24RV |
| 3        | Antonov An-26B  |
| 2        | Antonov An-32B  |
| 14       | Tupolev Tu-134B |
| 8        | Tupolev Tu-154B |
| 2        | Yakovlev Yak-40 |